# František Domažlický
František Domažlický opr. František Tausig (født 13. maj 1913 i Prag i Østrig-Ungarn, død 29. oktober 1997) var en tjekkisk komponist og violinist.
Domažlický studerede violin og komposition på Akademiet for Udøvende Kunst i Prag hos bla. Jaroslav Řídký og Emil Hlobil.
Han skrev en symfoni, orkesterværker, koncertmusik, kammermusik og sange etc. Domažlický spillede fra 1950 i mange forskellige symfoniorkestre i Tjekkoslovakiet. Han skrev i en senromantisk enkel stil, og hans mest kendte værk er nok Symfonien fra 1962. Domažlický levede som freelancekomponist og hesteopdrætter i Prag til sin død i 1997.

## Udvalgte værker
- Symfoni (1962) - for stort orkester
- Serenade (1954) - for orkester
- Violinkoncert nr. 1 (1961) - for violin og orkester
- Violinkoncert nr. 2 (1975) - for violin og strygeorkester
- Rustik koncert (1938) - for kontrabas og strygeorkester
- Bastubakoncert (1983) - for bastuba og strygeorkester
- Trompetkoncert (1986) - for trompet og orkester
- Altsaxofon (1988) - for altsaxofon og orkester